# Tony Conrad
Tony Conrad (Concord, 7 marzo 1940 – Cheektowaga, 9 aprile 2016) è stato un violinista, compositore e artista statunitense.
Noto per aver suonato nel progetto Dream Syndicate (conosciuto anche come Theatre of Eternal Music) di La Monte Young durante gli anni sessanta, Conrad viene citato in ambito musicale fra i pionieri del minimalismo nonché ispiratore della musica dei Velvet Underground. Ha avviato, inoltre, una carriera nella videografia sperimentale della quale è divenuto un importante esponente. È stato insegnante di comunicazione presso l'Università di Buffalo.

## Biografia
Anthony S. Conrad nacque da Arthur Conrad (designer che lavorò con Everett Warner durante la seconda guerra mondiale per creare tipi camuffamento Dazzle per la US Navy) nel 1940 a Concord nel New Hampshire.
Nel 1962 si laureò alla Harvard University, dove studiò matematica e musica sperimentale. Nello stesso anno entrò in contatto con La Monte Young (compositore che conobbe durante l'estate del 1959), Marian Zazeela e altri artisti dell'avanguardia nuovaiorchese, curando prima alcuni concerti del gruppo multimediale Theatre of Eternal Music per poi divenirne successivamente membro e compositore.
Realizzò le sue prime pellicole artistiche nel 1966, anno in cuì girò The Flicker e The Eye of Count Flickerstein, entrambi basati su sequenze di luce abbaglianti. La sua attività di prolificissimo regista sperimentale, proseguita negli anni, lo avrebbe visto cimentarsi anche in performance accompagnate da filmati.
In seguito allo scioglimento dei Dream Syndicate, avvenuto nel 1965, Conrad divenne, assieme al violista John Cale, Lou Reed e Walter De Maria, membro dei Primitives, una formazione che ebbe tuttavia breve durata. Durante un soggiorno in Germania, Conrad entrò in contatto con i Faust, gruppo krautrock con cui incise, nel 1973, il celebre Outside the Dream Syndicate. Secondo quanto dichiarò, l'album fu un tentativo di affiancare il modo di approcciarsi alla musica minimalista a quello della musica popolare. Nello stesso anno divenne membro dei Composers Inside Electronics, un progetto di David Tudor che durò fino al 1980.
Nel 1995 Conrad fondò un complesso per registrare Slapping Pytaghoras, il suo primo album dopo molti anni. Il seguente cofanetto Early Minimalism, uscito nel 1997, venne pubblicato per rendere più nota la variante "statica" della musica minimalista (nota anche come drone music).
Durante la propria carriera musicale, ha inoltre collaborato con musicisti quali Jim O'Rourke, David Grubbs e Charlemagne Palestine.
Conrad è morto il 9 aprile 2016 all'età di settantasei anni per un cancro alla prostata.

## Stile musicale
Lo stile musicale di Conrad, generalmente statico e spesso privo di melodie, risente l'influenza del minimalismo di La Monte Young e di musicisti quali John Cage, John Cale e Heinrich Biber. Inoltre, Conrad si focalizza molto sul concetto di "suono". A tale riguardo, dichiarò:

## Discografia parziale
- 1973 – Outside The Dream Syndicate (con i Faust)
- 1995 – Slapping Pythagoras
- 1997 – Early Minimalism Vol. 1
- 1997 – Four Violins
- 2000 – Inside The Dream Syndicate Volume I: Day Of Niagara (con John Cale, Angus MacLise, La Monte Young e Marian Zazeela)
- 2003 – Fantastic Glissando
- 2006 – Joan of Arc
- 2008 – Sharing A Sonority (con Charlemagne Palestine, Terry Jennings, Robert Feldman e Rhys Chatham)
- 2009 – Taking Issue (con Genesis P-Orridge)
- 2010 - Musculus Trapezius (con C. Spencer Yeh e Michael F. Duch)

## Filmografia parziale[16]
Lista includente solo una minima parte dei video realizzati da Tony Conrad. Sono esclusi tutti i filmati accompagnati da esecuzioni musicali e performance. Di alcuni filmati sono state riproposte più versioni, come nel caso degli Yellow Movies di cui se ne contano molte centinaia.
- 1966 – The Flicker
- 1966 – The Eye of Count Flickerstein
- 1970 – Coming Attractions
- 1970 – Straight and Narrow
- 1973 – Deep Fried 4-X Negative
- 1973 – 4-X Attack[12]
- 1974 – Boiled Shadow
- 1974 – Pickled 3-M 120
- 1972 – Yellow Movie
- 1977 – Cycles of 3's and 7's